# Philippe Heberlé
Philippe Heberlé (Belfort, 21 de março de 1963) é um atirador olímpico francês, campeão olímpico.

## Carreira
Philippe Heberlé representou a França nas Olimpíadas, de 1984, conquistou a medalha de ouro em 1984, na Carabina de ar 10 m.